# Konservatorium KF
Das Konservatorium Freiburg (KF, französisch Conservatoire de Fribourg) ist eine Hochschule für Musik, Tanz und Theater, die sich in der Gemeinde Granges-Paccot direkt an der Grenze zu Freiburg im Üechtland im Schweizer Kanton Freiburg befindet und eine weitere Niederlassung in Bulle, Kanton Freiburg.
Die Berufsklassen des Konservatoriums gehören seit 2006 zum Conservatoire de Lausanne.

Im Jahr 2016 unterrichteten an der Hochschule 190 Lehrkräfte rund 4'600 Schüler zwischen 4 und 80 Jahren.